# ATP Challenger Sevilla
Das ATP Challenger Sevilla (offizieller Name: Copa Sevilla) ist ein seit 1991 stattfindendes Tennisturnier in Sevilla. Es ist Teil der ATP Challenger Tour und wird im Freien auf Sand ausgetragen. Die erfolgreichsten Spieler im Einzel sind Daniel Gimeno Traver (2011–2013) und Roberto Carballés Baena (2022–2024) mit je drei Turniersiegen. Im Doppel gewannen fünf Spieler zwei Titel.

## Liste der Sieger

### Einzel
| Jahr | Sieger                      | Finalgegner             | Ergebnis             |
| ---- | --------------------------- | ----------------------- | -------------------- |
| 2025 |                             |                         | Austragung ab 1.9.25 |
| 2024 | Roberto Carballés Baena (3) | Daniel Altmaier         | 6:3, 7:5             |
| 2023 | Roberto Carballés Baena (2) | Calvin Hemery           | 6:3, 6:1             |
| 2022 | Roberto Carballés Baena (1) | Bernabé Zapata Miralles | 6:3, 7:66            |
| 2021 | Pedro Martínez              | Roberto Carballés Baena | 6:4, 6:1             |
| 2020 | abgesagt                    | abgesagt                | abgesagt             |
| 2019 | Alejandro Davidovich Fokina | Jaume Munar             | 2:6, 6:2, 6:2        |
| 2018 | Kimmer Coppejans            | Alex Molčan             | 7:62, 6:2            |
| 2017 | Félix Auger-Aliassime       | Íñigo Cervantes         | 6:74, 6:3, 6:3       |
| 2016 | Casper Ruud                 | Taro Daniel             | 6:3, 6:4             |
| 2015 | Pedro Cachín                | Pablo Carreño Busta     | 7:5, 6:3             |
| 2014 | Pablo Carreño Busta         | Taro Daniel             | 6:4, 6:1             |
| 2013 | Daniel Gimeno Traver (3)    | Stéphane Robert         | 6:4, 7:62            |
| 2012 | Daniel Gimeno Traver (2)    | Tommy Robredo           | 6:3, 6:2             |
| 2011 | Daniel Gimeno Traver (1)    | Rubén Ramírez Hidalgo   | 6:3, 6:3             |
| 2010 | Albert Ramos Viñolas        | Pere Riba               | 6:3, 3:6, 7:5        |
| 2009 | Pere Riba (2)               | Albert Ramos Viñolas    | 7:62, 6:2            |
| 2008 | Pere Riba (1)               | Enrico Burzi            | 6:1, 6:3             |
| 2007 | Frederico Gil               | Pablo Andújar           | 6:1, 6:3             |
| 2006 | Iván Navarro                | Héctor Ruiz Cadenas     | 6:3, 6:4             |
| 2005 | Marco Mirnegg               | Marcos Daniel           | 6:3, 3:0 aufgg.      |
| 2004 | Óscar Hernández             | Alexander Waske         | 7:5, 3:6, 6:4        |
| 2003 | Luis Horna                  | Guillermo García López  | 6:0, 4:6, 6:3        |
| 2002 | Olivier Mutis               | Albert Portas           | 6:3, 7:5             |
| 2001 | Stefano Galvani             | Todd Larkham            | 6:2, 6:4             |
| 2000 | Tommy Robredo               | Óscar Serrano Gámez     | 6:74, 6:1, 6:4       |
| 1999 | Sebastián Prieto            | Jacobo Díaz             | 4:6, 6:2, 6:1        |
| 1998 | Alberto Martín              | Davide Scala            | 6:1, 5:7, 6:2        |
| 1997 | Álex Calatrava              | Álex López Morón        | 6:2, 6:4             |
| 1996 | Francisco Roig              | Tamer El Sawy           | 6:3, 6:4             |
| 1995 | Dirk Dier (2)               | Tati Rascón             | 7:5, 6:2             |
| 1994 | Gonzalo López Fabero        | Paolo Canè              | 6:4, 7:6             |
| 1993 | Dirk Dier (1)               | Oliver Fernández        | 6:3, 6:3             |
| 1992 | Mauricio Hadad              | Kenneth Carlsen         | 6:7, 6:3, 6:3        |
| 1991 | Lars Koslowski              | Tomas Nydahl            | 6:2, 3:6, 7:6        |

### Doppel
| Jahr | Sieger                                            | Finalgegner                                            | Ergebnis             |
| ---- | ------------------------------------------------- | ------------------------------------------------------ | -------------------- |
| 2025 |                                                   |                                                        | Austragung ab 1.9.25 |
| 2024 | Petr Nouza Patrik Rikl                            | George Goldhoff Fernando Romboli                       | 6:3, 6:2             |
| 2023 | Alberto Barroso Campos Pedro Martínez (3)         | N. Sriram Balaji Fernando Romboli                      | 3:6, 7:65, [11:9]    |
| 2022 | Román Andrés Burruchaga Facundo Díaz Acosta       | Nicolás Álvarez Varona Alberto Barroso Campos          | 7:5, 6:78, [10:7]    |
| 2021 | David Vega Hernández Mark Vervoort                | Javier Barranco Cosano Sergio Martos Gornés            | 6:3, 6:77, [10:7]    |
| 2020 | abgesagt                                          | abgesagt                                               | abgesagt             |
| 2019 | Gerard Granollers (2) Pedro Martínez (2)          | Kimmer Coppejans Sergio Martos Gornés                  | 7:5, 6:4             |
| 2018 | Gerard Granollers (1) Pedro Martínez (1)          | Daniel Gimeno Traver Ricardo Ojeda Lara                | 6:0, 6:2             |
| 2017 | Pedro Cachín Íñigo Cervantes (2)                  | Iwan Gachow David Vega Hernández                       | 7:65, 3:6, [10:5]    |
| 2016 | Íñigo Cervantes (1) Oriol Roca Batalla            | Ariel Behar Enrique López Pérez                        | 6:2, 6:5 aufgg.      |
| 2015 | Wesley Koolhof Matwé Middelkoop                   | Marco Bortolotti Kamil Majchrzak                       | 7:65, 6:4            |
| 2014 | Antal van der Duim Boy Westerhof                  | James Cluskey Jesse Huta Galung                        | 7:63, 6:4            |
| 2013 | Alessandro Motti Stéphane Robert                  | Stephan Fransen Wesley Koolhof                         | 7:5, 7:5             |
| 2012 | Nikola Ćirić Boris Pašanski                       | Stephan Fransen Jesse Huta Galung                      | 5:7, 6:4, [10:6]     |
| 2011 | Daniel Muñoz de la Nava (2) Rubén Ramírez Hidalgo | Gerard Granollers Adrián Menéndez                      | 6:4, 6:74, [13:11]   |
| 2010 | Daniel Muñoz de la Nava (1) Santiago Ventura (2)  | Nikola Ćirić Guillermo Olaso                           | 6:2, 7:5             |
| 2009 | Treat Huey Harsh Mankad                           | Alberto Brizzi Simone Vagnozzi                         | 6:1, 7:5             |
| 2008 | David Marrero Pablo Santos González               | Rogério Dutra da Silva Flávio Saretta                  | 2:6, 6:2, [10:8]     |
| 2007 | Marcel Granollers (2) Santiago Ventura (1)        | Miquel Perez Puigdomenech José Antonio Sánchez de Luna | 6:3, 6:3             |
| 2006 | Pablo Andújar Marcel Granollers (1)               | Hugo Armando Carlos Poch Gradin                        | 4:6, 6:3, [10:8]     |
| 2005 | Marcos Daniel Fernando Vicente                    | Flavio Cipolla Alessandro Motti                        | 6:2, 6:71, 7:5       |
| 2004 | Tomas Behrend Alexander Waske                     | Óscar Hernández Álex López Morón                       | 7:60, 7:62           |
| 2003 | Óscar Hernández Albert Portas                     | Enzo Artoni Sergio Roitman                             | 6:4, 4:6, 6:4        |
| 2002 | Mariano Hood Luis Horna                           | Álex López Morón Albert Portas                         | 4:6, 6:1, 6:4        |
| 2001 | Stefano Galvani Vincenzo Santopadre               | Marc López Santiago Ventura                            | 6:4, 6:4             |
| 2000 | Eduardo Nicolás Germán Puentes                    | Tommy Robredo Santiago Ventura                         | 6:3, 6:2             |
| 1999 | Marcelo Charpentier José Frontera                 | Eduardo Nicolás Germán Puentes                         | 7:5, 6:3             |
| 1998 | Alberto Martín Salvador Navarro                   | Edwin Kempes Rogier Wassen                             | 2:6, 7:5, 6:3        |
| 1997 | Tuomas Ketola Michael Kohlmann                    | Emilio Benfele Álvarez Pepe Imaz                       | 4:6, 6:1, 6:3        |
| 1996 | Ola Kristiansson Tom Vanhoudt                     | Fabio Maggi Juan Antonio Marín                         | 6:0, 6:7, 6:1        |
| 1995 | Martijn Bok Tom Vanhoudt                          | Francisco Montana Claude N’Goran                       | 6:2, 6:2             |
| 1994 | Emilio Benfele Álvarez (2) Pepe Imaz (2)          | Patrick Baur Torben Theine                             | 6:1, 6:3             |
| 1993 | Emilio Benfele Álvarez (1) Pepe Imaz (1)          | Steve Campbell John Yancey                             | 6:7, 6:1, 6:2        |
| 1992 | Christer Allgårdh Tomas Nydahl                    | Sergio Cortés César Kist                               | 6:3, 6:2             |
| 1991 | David Rikl Éric Winogradsky                       | Tomáš Anzari Josef Čihák                               | 6:1, 6:7, 6:3        |